# Domenico Anglesi
Domenico Anglesi (1 de gener, 1610 - 1 de gener, 1669), va ser instrumentista i compositor.
Es va incorporar al servei del Gran Duc de Toscana a Florència el 16 de març de 1639. També va ser ajudant de càmera del cardenal Joan Carles de Mèdici. Anglesi va escriure obres escèniques i publicà un volum d'"Arie" per a veu i continu (Florència, 1635).

## Biografia
Durant diversos anys també va estar (com a càmera de televisió) a la residència del cardenal Giovan Carlo de 'Medici; i el 1647 es va associar amb el príncep Mattias de 'Medici, governador de Siena. Va fallar dues vegades (amb caràcter tècnic) per guanyar la posició d’organista a la catedral de Florència el 1645 i el 1649; en documents associats a l'última ronda d'aplicacions s'anomena "milanès". Atto Melani l'esmenta en dues cartes al príncep Mattias: en una de 7 de setembre, 1653, és nomenat com un dels músics que havia calumniat Melani en la seva recent arribada a la cort d'Innsbruck; en l’altra, 27 de setembre, 1654, Melani crida l'atenció sobre la seva opinió contrària a la Llei 1 de l'Ipermestra de Cavalli. Segons una altra carta al príncep Mattias de Lorenzo Guicciardini del 3 de setembre de 1641, Anglesi va escriure la música per a una cochiata donada recentment a Florència.
La música es perd, com tres obres dramàtiques posteriors seves: "Adoro il costante" (text d’Antonio Malatesta) una cantata dramàtica encarregada pel cardenal Giovan Carlo per representar-la el 10 d’agost, 1650; l'òpera còmica "La servia nobile" (G.A. Moniglia; Florència, Teatre della Pergola, 1660, escenificat per l'Accademia degli Immobili, el patrocinador del qual era el cardenal Giovan Carlo) i "Il mondo festeggiante" (Florència, Palazzo Pitti, 1 de juliol, 1661) un ballet eqüestre va actuar com a part de les festes del casament del futur Grand Duco Cosimo III i Marguerite Louise d'Orlans.
Tenia una reputació d’organista, però a part de tres peces aïllades que se li atribueixen: un reproductor de teclat i dues cançons soles, "Occhi belli" i "Lasciatemi dormire" - no hi sobreviu cap música anglesi tret de la seva "Arie" (Florència, 1635) per a veu única i contínua, una de les col·leccions més boniques de cançons italianes del seu temps. Es compon principalment de 22 àries estròfiques; les altres quatre cançons són dues cançons regionals entre àries estròfiques i variacions estròfiques, un sonet extravagant de forma similar i en la rara clau d'E menor, i un llarg recitatiu amb intrusions similars a l'aryan. La majoria de les cançons reben el nom de persones destacades de la societat o l'art florentí. Per exemple, l’Aria detta La Salviata inicial fa referència, sens dubte, al volum, duc Salviati; "La Saracinella" denota probablement Ferdinando Saracinelli. "La Niccolina" i "Il Nero" (el recitatiu) possiblement indiqueu connexions amb la persona a qui està dedicat i compilador (o almenys amb membres de les seves famílies) d’una interessant cançó florentina escrita a mà del període: sens dubte l’estil de moltes de les àries és una reminiscència de les de Settimia Caccini, el seu marit Alessandro Ghivizzani i altres compositors representats en aquell manuscrit i en un relacionat també d'origen florentí.
Les àries d'Anglesi són notables per la seva amplitud, melodies de llarg recorregut i tons ben definits, incloent claus com E major per a "Sott'aspetto ridente", i Fa menor, per a "E bella colei". Aquest últim és un exemple admirable de la vena més patètica d’Anglesi, i la bella “La mia nympha amore” representa la seva forma més franca, tot i que aquí també hi ha moments més foscos que preveuen les anomenades progressions napolitanes en la música dels propers 100 anys. més o menys. Anglesi mereix alinear-se amb Berti com un dels compositors italians més progressistes i mereixedors del període.